# Kim thất nhung
Kim thất nhung (danh pháp khoa học: Gynura aurantiaca) là một loài thực vật có hoa trong họ Cúc. Loài này được (Blume) Sch.Bip. ex DC. mô tả khoa học đầu tiên năm 1838.